# Conector DIN

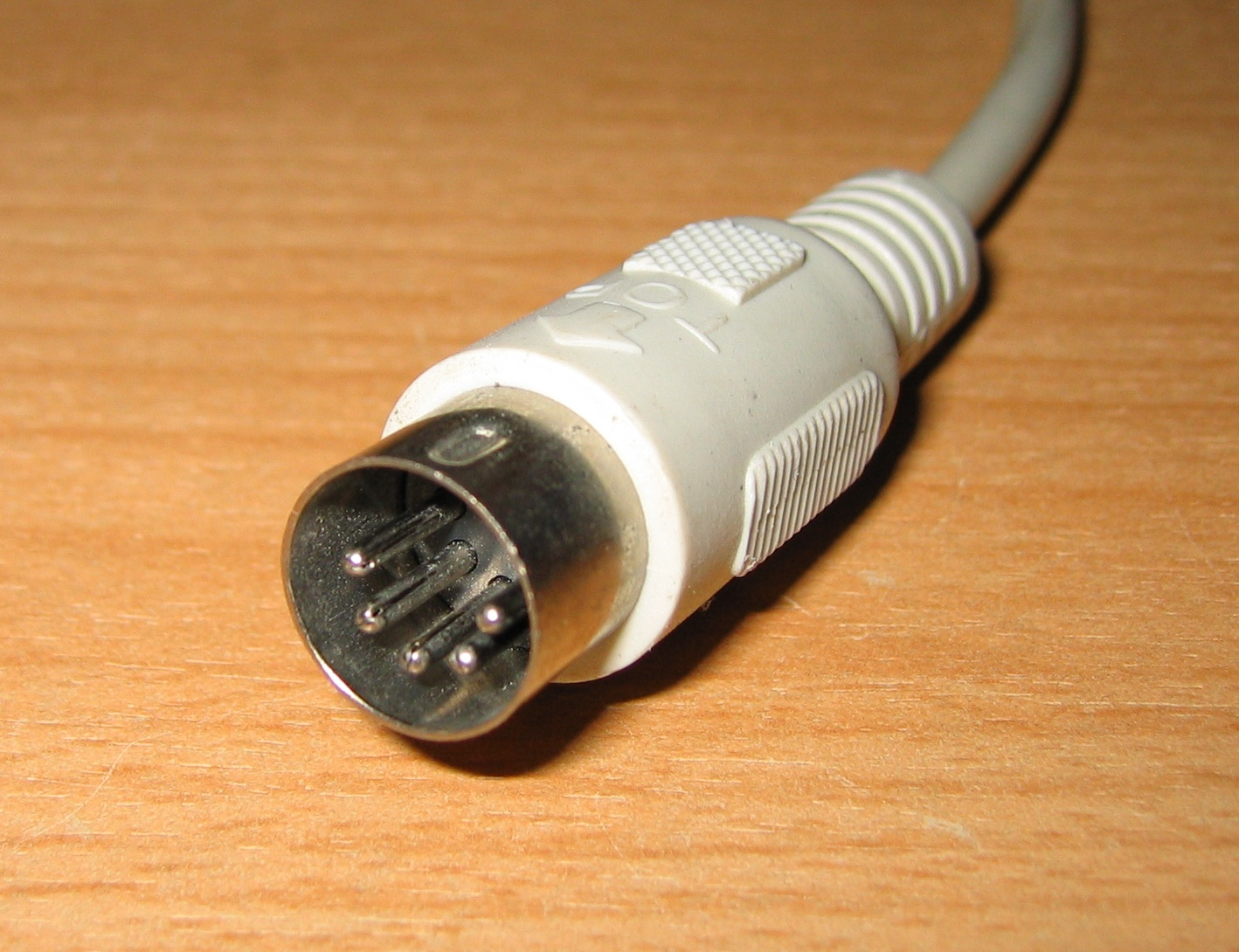
Conector DIN.

Conectores DIN, eram inicialmente utilizados para conexão entre equipamentos de áudio de origem europeia (Philips, Grundig e Telefunken, entre outros) e surgiram a partir da segunda metade do século XX.
No início da década de 80, tornaram-se populares com o aparecimento de periféricos de computador que utilizam este meio de conexão. Os Conectores DIN são utilizados atualmente para na conexão de periféricos de legado na plataforma IBM PC como teclados, mouses  e periféricos de vídeo.
Existem diversas formas de conectores DIN, com quantidade de pinos, tamanhos e cores diferentes que ajudam na identificação da função do equipamento que o utiliza.

## Outros conectores
- Conector BNC
- Conector DB
- Conector RCA
- Conector XLR